# Чкаловит
Чкаловит — редкий минерал, силикат бериллия и натрия. Был открыт в 1936 году. Легко растворяется в кислотах с образованием хлопьевидного кремнезёма.

## Свойства
Цвет белый. Цвет черты — красновато-белый. Блеск стеклянный. Спайность несовершенная. Сингония ромбическая. Формула — Na2BeSi2O6. Излом неровный. Плотность 2,662 г/см³.

## Открытие
Чкаловит был впервые описан в 1939 года Василием Ивановичем Герасимовским (1907—1979), который занимался изучением Ловозерского щелочного массива и был специалистом в области геологии урана и других радиоактивных элементов.
Название минералу было дано в честь Валерия Павловича Чкалова — первого лётчика, совершившего беспосадочный перелёт из Москвы в США через Северный полюс.

## Месторождения
Основное месторождение Чкаловита находится в России, на Кольском полуострове. Также есть менее крупные месторождения в Гренландии, Канаде и Норвегии. Встречается в ассоциации с пектолитом, микроклином, содалитом, эвдиалитом, нептунитом, уссингитом (Ловозерский массив, Россия); виллиомитом, уссингитом, эгирином, ловозеритом, вуоннемитом, серандитом, луешитом, стенструпином-Ce (Канада).